# Chơi ngải 3
Chơi ngãi 3 (tiếng Thái: ลองของ 3 hay Long khong 3) là một bộ phim điện ảnh kinh dị Thái Lan 2008 của đạo diễn Kongkiat Khomsiri, Art Thamthrakul, Yosapong Polsap, Putipong Saisikaew, Isara Nadee, Pasith Buranajan và Seree Pongniti. Phim do Five Star Production phát hành.